# 新納忠元
新納 忠元（にいろ ただもと）は、戦国時代から江戸時代初期にかけての武将。島津氏の家臣。

## 生涯
大永6年（1526年）、新納祐久の子として誕生。新納氏は島津氏の一族であり、忠元の家系はその庶流にあたる。
天文7年（1538年）、13歳で父に連れられ島津忠良にお目見えして出仕。以降、島津貴久と島津義久の2代にわたって仕えた。天文14年（1545年）に入来院重朝を攻めた際には、入来院氏の家臣を一騎討ちで倒して勝利に貢献している。永禄5年（1562年）には横川城攻めに参加し、永禄12年（1569年）には赤池長任の後に入った菱刈隆秋の拠る大口城を攻め、負傷しているにもかかわらず戦場を駆けて「武勇は鬼神の如し」と評された。その後は薩摩国大口の地頭を務めた。
元亀3年（1572年）の木崎原の戦いでも活躍し、天正2年（1574年）には牛根城にて1年以上も籠城を続ける敵将を降伏させるために、自らの身柄を人質として差し出したりもしている。天正9年（1581年）の水俣城攻め、天正12年（1584年）の沖田畷の戦いなどでも活躍し、豊臣秀吉の九州征伐時も徹底抗戦を主張し、主人である島津義久の弟義弘が降伏するに及んでようやく秀吉に降伏した。
朝鮮出兵のときは、薩摩の留守居を任された。関ヶ原の戦いの際は、島津義弘の帰国後に加藤清正が葦北に侵入してきたと聞き及び、当時詰めていた鹿児島から大口城へと急遽帰城して、敵の来攻に備え国境を固めた。慶長15年（1610年）の冬頃に危篤状態となり、義久、義弘、家久（忠恒）の平癒の願いも虚しく大口城にて死去した。享年85。
肥前攻めの際に嫡男・忠堯が戦死し、なおかつ忠堯の嫡子・忠光も慶長8年（1603年）に早世したため、死後の家督は二男・忠増の子・忠清が忠光の婿養子となり継いだ。なお現在、鹿児島県伊佐市には「忠元公園」がある。

## 逸話
- 忠元は小柄ながら豪胆な人物で、島津忠良から「看経所にその名を録し島津氏に無くてはならない四人の一人として残そう」とまで評された。『武家事紀』によると、島津氏で武功者を数える際まず最初に指を折る（名前が挙がる）人物であったことから「大指武蔵（親指武蔵）」と称されたという。このように「鬼武蔵」の異名で恐れられた一方、和歌や連歌、漢詩に通じ茶の湯も嗜む教養人でもあった。
- 戸次川の戦い後、討死にした長宗我部信親の遺骸を引き取りに谷忠澄が継戦中にもかかわらず来訪した際には、敵将である信親の戦死に涙を流して陳謝し、土佐岡豊城まで丁重に僧まで同行させている。
- 町田久倍や長寿院盛淳らとともに編成し文禄5年（1596年）元旦に直筆した『二才咄格式定目（にせばなしかくしきじょうもく）』はその後の郷中教育の原点とされる規律である。また、忠元の事跡をつづった『新納忠元勲功記』がある。
- 忠元の死去に際し、殉死禁止令下ながら殉死者が2名出ている。また、殉死許可のなかった者は代わりに自らの指を切ったのだが、その人数は50余人にも及んだという。
- 鹿児島県伊佐市大口には新納忠元が植栽したと言い伝えられるモミの木3本のうち1本（推定樹齢400年、樹高25.5m）が「忠元のモミの木」として残っていたが、猛暑で衰弱したため2019年に伐採されることとなった[1]。

## 和歌・連歌
忠元は陣中、火縄の明かりで『古今和歌集』を読んでいたと伝えられるなど、和歌や連歌に関する逸話が多い。
- 水俣城攻略時、忠元が「秋風に 水俣落つる木ノ葉哉」と詠んで射掛けたところ、敵将の犬童頼安は「寄せては沈む 月の浦波」と詠んで射返した。
- 豊臣秀吉に降伏した際、剃髪して進み出た忠元はまだ戦うかと聞かれると「如何に逆らいましょうや」と言った後で、「しかし武蔵は武士ですから主人が戦うなら何時でも立ちます。しかし貴方（秀吉）は安心してよいでしょう。義久は一度でも主従の約を交わした限りは絶対に裏切りませんから」と薩摩の面目を見せている。
- 降伏の儀式が終わり酒宴となる。座にいた細川幽斎は忠元が白髭を手でもち上げながら酒盃を呑み干した様子を面白がり「鼻の下にて鈴虫ぞなく」と詠んだところ、「上髭を ちんちろりんとひねりあげ」と当意即妙に上の句をつけて返歌し、居並ぶ諸将を感心させた。
- 朝鮮出兵に出陣する島津義弘・久保父子に宴の席で餞別の句を詠んでいる。

「あぢきなや 唐土(もろこし)までもおくれじと 思ひしことは昔なりけり」 — 新納忠元、『西藩野史』　巻十三
この句は太平洋戦争中、日本文学報国会が選定した愛国百人一首にも選ばれ、忠元公園内の忠元神社に石碑が建っている。
これに対し義弘は、
「唐土(もろこし)や 倭(やまと)をかけて心のみ かよう思うぞ深きとは知る」 — 島津義弘、『西藩野史』　巻十三
と返歌している。
- 関ヶ原の戦いの後に加藤清正が薩摩への侵攻を企図し、忠元がその警備を行った際に、忠元は清正の間者に聞こえるよう十番にも及ぶ数え唄を作り、領内の者らに唄わせ兵の士気を鼓舞している。
- 庄内の乱の後、戦死した美少年平田三五郎を悼み、

「きのふ迄 誰か手枕にみだれけん　よもきが元にかかる黒かみ」 — 新納忠元、『松操和歌集』
と詠んでいる。

## 辞世
- 「さぞな春 つれなき老と おもうらん ことしも花の あとに残れば」。

## 関連作品
- 新納慎也

小説
- 山元泰生『新納忠元』（学陽書房人物文庫・2011年1月）ISBN 978-4-313-75267-2